# یغما (مجله)
یغما مجلهٔ ادبی و تاریخی و تحقیقی است که طی سالهای ۱۳۲۷ تا ۱۳۵۷ به‌صورت ماهانه به مدیریت و سردبیری حبیب یغمایی در تهران منتشر می‌شد. یغما به‌صورت ماهانه و در ۶۴ صفحه منتشر می‌شد. از مجلهٔ یغما در مدت ۳۱ سال جمعاً ۳۶۶ شماره انتشار یافت. تاریخ انتشار اولین شماره در فروردین ۱۳۲۷ و آخرین شماره در اسفند ۱۳۵۷ بود. نویسندگان و ادیبان برجسته‌ای چون محمود صناعی، محمدعلی اسلامی ندوشن، مجتبی مینوی، جلال‌الدین همایی، محیط طباطبایی و محمد معین نتایج تحقیقات خود را در این مجله منتشر می‌کردند، به‌طوری که دورهٔ مجلهٔ یغما از مهم‌ترین منابع ادبی ایران در فاصله سالهای ۱۳۲۷ تا ۱۳۵۷ و مجموعه‌ای از آثار بزرگ‌ترین محققان معاصر ایران است.